# Halophiloscia microphthalma
Halophiloscia microphthalma es una especie de crustáceo isópodo terrestre de la familia Halophilosciidae.

## Distribución geográfica
Es endémica de la isla de La Palma (España).